# Ростом
Ростом (также Ростом-хан) (1565— 17 ноября 1658) — царь Картли (1633—1658) и Кахети (1648—1656). Сын царя Картли Давида XI (Дауд-хана) от наложницы из династии Багратионов.

## Внешняя политика царя
Вырос при дворе шаха Персии Аббаса I Великого, который назначил его начальником гвардии, а впоследствии назначил его управлять городом Исфахана. По мнению грузин, Ростом был вассалом иранского шаха, хотя шах, считая Картли провинцией Ирана, считал Ростома своим управляющим в регионе.
Во время правления царя Картли Ростома был найден компромисс в отношениях с Персидской империей Сефевидов. Иран не вмешивался во внутренний социально-экономический уклад Восточной Грузии, царский трон был сохранен за династией Багратионов с условием принятия ислама и платы дани.
До 1632 года занимал пост командующего элитным корпусом голамов (коллар-агаси), его сменил Сиявуш-бек.
При восшествии на престол Картли в крепостях Тбилиси, Гори и Сурами Ростом-хан вынужден был поставить иранских наместников. Прибывшим с ним князьям царь раздал владения. По повелению иранского шаха Ростом-хан в 1648 году изгнал из Кахетии царя Теймураза I. По прибытии в Грузию женился на сестре владетеля Мегрелии Левана II Дадиани — Мариам.

## Внутренняя политика царя
Ростом-хан заботился о городах и развитии торговли. По его распоряжению в 1639 году было запрещено самовластие тбилисских городовых, некоторых торговцев освободили от налогов, другим их сократили. Возвёл мосты  на реке Кция и Гянджа, а на реке Тедзма основал город Ахалкалаки. В Тифлисе перенёс свою резиденцию на правый берег реки Кура (в районе современной площади Ираклия II, полностью разрушена во время персидского погрома города в 1795 году). Построил широкую крепостную стену вокруг Тифлиса
Во время царствования Ростома I при дворе и в высшей феодальной аристократии были введены исламские и иранские обычаи. Не ущемлялись христиане, содействовал супруге Мариам в восстановлении поврежденных и разрушенных церквей. Некоторые имена были заменены на иранские, хотя грузинские правила и обычаи оставил без изменений.

## В поисках преемника
Не имея наследника престола, в 1630-х годах бездетный Ростом планировал усыновить Мамуку (сына имеретинского царя) и сделать его наследником, но этому плану не удалось осуществиться.
В 1642 году усыновил внука Симона I — Луарсаба, которого в 1652 году убили заговорщики во время охоты. Вероятнее всего, организатором убийства был царь Кахетии, Теймураз I.
В 1653 году наследником был избран Вахтанг (впоследствии Вахтанг V) — представитель боковой ветви Багратиони-Мухранских. Во время болезни царя Вахтанг занимал трон.
В 1658 году Ростом скончался и был похоронен в г. Кум (Иран)
Ростом-хан был дважды женат. В 1633 году женился на Кетеван Абашидзе (ум. 1636). В 1636 году вторично женился на Мариам Дадиани (ум. 1682), дочери Манучара Дадиани (1590—1611) и Тамары Джакели.